# Erich Wilisch
Erich Gustav Wilisch (geboren am 11. Juni 1843 in Großcotta; gestorben am 5. August 1912 in Lauenburg) war ein deutscher Gymnasiallehrer und Klassischer Philologe.

## Leben
Erich Wilisch war der Spross einer Pastorenfamilie, die mit seinem Vater in dritter Generation das Pfarramt in Großcotta innehatte. Nach Dorfschule und Privatunterricht besuchte er die Fürstenschule Meißen, an der er 1862 das Reifezeugnis ablegte. Im gleichen Jahr begann er an der Universität Leipzig das Studium der Theologie, wechselte aber nach einem Semester zur Philologie. Dort hörte er Geschichte unter anderem bei Wilhelm Wachsmuth und Heinrich von Treitschke, Klassische Archäologie bei Johannes Overbeck sowie Klassische Philologie bei Anton Westermann und Reinhold Klotz, vor allem aber bei dem Sprachwissenschaftler Georg Curtius, der 1862 nach Leipzig gewechselt war, und dem Sanskritforscher Hermann Brockhaus. Im Jahr 1866 legte er sein Lehramtsexamen ab und wurde im gleichen Jahr in Leipzig promoviert. Sein Probejahr als Lehrer absolvierte er an der Kreuzschule in Dresden, bevor er als Hilfslehrer noch 1866 an die vereinigte Gymnasial- und Realschulanstalt in Plauen versetzt wurde. Im darauffolgenden Jahr wurde er Lehrer am Gymnasium in Zittau, an dem er bis 1908 unterrichtete.

## Wirken
Neben seiner Tätigkeit als Lehrer und der damit verbundenen Veröffentlichung altphilologischer Arbeiten für den Unterricht – etwa eines griechischen Vocabularium oder eines Aufsatzes über das indirekte Reflexivpronomen bei Xenophon – forschte Wilisch zeitlebens auf verschiedenen altertumswissenschaftlichen Gebieten, aber auch zur Geschichte Zittaus. Ein Schwerpunkt seiner Arbeit galt hierbei der Mythologie und der Geschichte Korinths, denen er sich erstmals 1875 mit seinem Aufsatz Über die Fragmente des Epikers Eumelos zuwandte. Immer wieder widmete er sich diesem Gebiet, den Gottheiten, dem Handel und der Vasenproduktion der Stadt. 1908 veröffentlichte er einen Bericht über die seinerzeit seit zehn Jahren laufenden amerikanischen Ausgrabungen in Korinth, die die amerikanischen Ergebnisse in ganzer Breite sowohl der deutschsprachigen Fachwelt als auch einer breiteren Öffentlichkeit bekannt machten. Seine teils umstrittenen Deutungen des griechischen Mythos fanden Eingang in seine Beiträge für Wilhelm Heinrich Roschers Ausführlichem Lexikon der griechischen und römischen Mythologie.
Der Urgeschichte der Oberlausitz, den Römern an der Elbe und der Frage nach dem Schlachtfeld im Teutoburger Wald galten weitere Arbeiten. Umfassender und gewichtiger als diese Arbeiten waren seine Forschungen zu einzelnen Aspekten der Geschichte Zittaus, insbesondere über das Ende der Zittauer Schulkomödie, einer auf das Jahr 1586 zurückgehenden Tradition, die unter dem Rektorat von Karl Heinrich Sintenis 1790 auf kurfürstlichen Bescheid verboten wurde. Dem in der Folge entlassenen Sintenis und dem damit einhergehenden Prozess widmete Wilisch eine weitere Untersuchung. Des Weiteren beschäftigte er sich mit dem Zittauer Dichter Johann Benjamin Michaelis, einem ehemaligen Schüler des Zittauer Gymnasiums, dessen Autobiographie sowie eine Sammlung von 20 Fabeln und Märchen er herausgab.
Darüber hinaus war Wilisch auch schriftstellerisch tätig, publizierte bereits 1874 Drei Erzählungen aus dem klassischen Altertum, verfasste Gelegenheitsgedichte, Festspiele und Lustspiele. Die bereits an der Fürstenschule in Meißen entwickelte Fähigkeit, lateinische Gedichte zu verfassen, pflegte er auch als Lehrer und vertrat als poeta laureatus das Zittauer Gymnasium bei mehreren Wettbewerben.
Insgesamt vier Reisen führten Wilisch zwischen 1868 und 1903 nach Italien und Griechenland, wo er unter anderem Rom und Pompeii, Palermo und Sizilien, aber auch Athen und Korinth sowie Delphi und Mykene besichtigte.

## Veröffentlichungen (Auswahl)
Ein umfassendes Schriftenverzeichnis bietet Julius Adolf Bernhard: Erich Gustav Wilisch. In: Biographisches Jahrbuch für die Altertumswissenschaft. 36. Jahrgang, 1914, S. 113–115
- Über die Fragmente des Epikers Eumelos. Zittau 1875 (Digitalisat).
- Der letzte Ritter vom Oybin. Eine Erzählung in Versen. Schaeffer, Zittau 1879.
- Geschichte Korinths von den Perserkriegen bis zum dreißigjährigen Frieden. Zittau 1886 (Digitalisat).
- Beiträge zur inneren Geschichte des alten Korinth. 1. Teil. Zittau 1887. Digitalisat
- Beiträge zur inneren Geschichte des alten Korinth. 2. Teil. Zittau 1901.Digitalisat
- Geschichte Korinths von den Perserkriegen bis zum dreissigjährigen Frieden, 1896 Digitalisat